# Henrik Hajós
Henrik Hajós (ur. 21 lipca 1886 w Budapeszcie, zm. 30 grudnia 1963 tamże) – węgierski pływak, medalista Olimpiady Letniej 1906 oraz uczestnik Letnich Igrzysk 1908 w Londynie.
Podczas Olimpiady Letniej 1906 zdobył złoto w sztafecie 4 × 250 m stylem dowolnym. Na Letnich Igrzyskach 1908 startował w konkurencjach pływackich na 100 m i 400 m stylem dowolnym, lecz odpadł w eliminacjach.
Jest młodszym bratem Alfréda Hajósa.